# 土曜いそべ堂
『土曜いそべ堂』（どよういそべどう）は朝日放送ラジオ（ABCラジオ）で2018年4月7日から2021年3月27日に放送されていたラジオの生ワイド番組。

## 概要
これまで朝日放送ラジオの土曜日の夜では『俺達かまいたち』を放送していたが、2018年4月からかまいたちが東京へ活動拠点を移したため、番組が終了し、代わりに、朝日放送ラジオで日曜の午前中に放送されてきた『磯部・柴田の日曜のびのび大放送』でパーソナリティを務めてきた、まるむし商店の磯部公彦をこの放送枠のパーソナリティとして起用した。
この番組では「聞き馴染みある“音楽”と“生放送の特性”を活かした情報（ニュース）」に加えて、多趣味な磯部による「独特な世界感を表現した」企画コーナーで綴る「音楽情報バラエティ番組」である。
2021年3月27日の放送分を以て終了した。

## 放送時間
- 毎週土曜日 19:00-21:00
  - 「ABCフレッシュアップベースボール」でナイター中継がある日は試合開催可否に関わらず休止。雨天中止の場合も当該時間帯には「SET UP!!」（文化放送制作）を放送する。

## 出演者
- 磯部公彦（まるむし商店）
- 上ノ薗公秀（AMC所属、2019年9月7日 - 2021年3月27日）
  - 2019年7月27日放送分のエンディングで、プロデューサーを兼ねながら[2]パーソナリティへ就任することを発表。ABCラジオの番組には、スタッフやゲストとしてたびたび登場しているが、レギュラーでの出演は初めてである。

### 過去
- 桂紗綾（朝日放送テレビアナウンサー）（2018年4月7日 - 2019年7月27日）
  - 2019年7月6日から、当番組と同じく毎週土曜日に放送されている『週刊ニュース解説 辛坊治郎のズバリ&どうよ!』（12:30 - 13:30の生放送番組）でアシスタントを担当。7月中は当番組にも引き続き登場していたが、『ズバリ&どうよ!』への出演に専念するため、同月27日[3]放送分で卒業。